# Monetazione di Cales
La monetazione di Cales riguarda le monete coniate a Cales, una città della Campania, il più importante centro urbano dell'antica popolazione italica degli Ausoni. Cales si trovava sulla via Latina, a metà strada tra le montagne del Sannio e la pianura della Campania felix, pochi chilometri a nord di Casilinum (l'attuale Capua) e poco a sud di Teanum Sidicinum.
(Strabone, Geografia, V, 3, 9; V, 4, 11)
Il sito archeologico si trova nel comune di Calvi Risorta, a poca distanza dal centro abitato.
La città coniò monete nel periodo tra il 268 a.C. e la Seconda guerra punica. Le monete di Cales sono inserite tra quelle emesse da colonie e alleati di Roma, in una zona che si incentrava intorno alla Campania antica. Dopo la Seconda guerra punica, Cales, come la maggior parte dei centri dell'Italia oramai romana, non coniò più monete proprie e usò la monetazione romana, incentrata sul denario.
Tradizionalmente i numismatici trattano le monete calene nella monetazione greca.

## Catalogazione
Per la monetazione di Cales non è stato pubblicato un testo specificamente dedicato. Il testo con la più ampia trattazione è quello pubblicato da Arthur Sambon, uno studioso francese, dal titolo Les monnaies antiques de l'Italie, e uscito a Parigi nel 1903. Il libro tratta, nonostante il titolo, solo parte dell'Italia antica, praticamente l'Italia centrale e la Campania. Le monete pertinenti a Cales sono numerate da 885 a 973 e divise in monete d'argento (885-915) e monete di bronzo. Queste, a loro volta, sono differenziate in tre gruppi: quelle con la testa di Pallade e il gallo (916-918), quelle con la testa d'Apollo e il toro androprosopo, cioè un toro con volto umano, sovrastato dalla lira (919-953) oppure da un astro (954-967), o senza nulla (968), e quelle in cui sopra al toro androprosopo è raffigurata una Vittoria alata che lo incorona (969-973). Nei cataloghi si trova quindi un riferimento del tipo "Sambon" seguito dal numero.
Un'analisi meno approfondita ma comunque sufficiente è quella presente in Historia Numorum - Italy, un testo pubblicato in Gran Bretagna nel 2001 a cura di un gruppo di numismatici coordinato da Keith N. Rutter. Questo testo considera solo i tipi principali. Nei cataloghi si trova un riferimento del tipo "HN" o "HN Italy" seguito dal numero: 434 per il didracma d'argento con Atena al dritto e la Vittoria su biga al rovescio, 435 per Minerva e il gallo e 436 per Apollo e il toro.
Altre fonti di catalogazione sono le Sylloge Nummorum Graecorum. In genere sono usate le più recenti o più diffuse, come quella dell'American Numismatic Society, quella di Copenaghen e quella di Francia. Per i bronzi è anche usata la Sylloge della collezione Morcom, una collezione di bronzi dell'Occidente greco, con sede in Gran Bretagna. Nei cataloghi si trova un'indicazione abbreviata della Sylloge, del tipo "ANS", "Cop.", "France" o "Morcom", seguita dal numero della moneta raffigurata.

## Contesto storico
La città, secondo quanto riporta Livio, fu conquistata dai Romani nel 335 a.C. e l'anno successivo vi venne dedotta una colonia di diritto latino, cioè una colonia con autonomia amministrativa, la prima nella zona. Le altre città della zona entrarono nell'orbita romana, come colonie o come soci, nel periodo successivo.
Nel 209 a.C., durante la Seconda guerra punica, dodici colonie, tra cui Cales, inviarono legati a Roma, dove rifiutarono di dare l'aiuto che era stato loro richiesto secondo la formula togatorum. Finita la guerra, Roma ridurrà profondamente l'autonomia precedentemente accordata. Tra le autonomie perse ci fu anche il diritto di coniazione.

## Contesto monetario

Contesto monetario - dislocazione dei centri

Nel periodo tra la prima e la seconda guerra punica, in un gruppo di città legate a Roma appaiono nuove monete con caratteristiche simili.
Si tratta di monete di bronzo che presentano due tipologie:
- una tipologia mostra al dritto la testa di Apollo volta a sinistra e al rovescio un toro androprosopo, passante verso destra e con la testa di fronte, identico a quello usato nella monetazione di Neapolis nello stesso periodo;
- l'altra presenta al dritto la testa di Minerva con elmo corinzio e al rovescio un gallo stante. Queste monete hanno uno stile simile alle monete romane dello stesso periodo.

Alcune di queste città coniarono esclusivamente le monete con Apollo, altre solo quelle con Minerva e altre entrambe.
Oltre alle tipologie citate, alcune delle città coniano anche dei didracmi di piede campano e inoltre anche altre monete enee (cioè di bronzo) con tipi diversi. Le città sono tutte situate nel Latium adiectum, in Campania e nel bacino del Volturno.
| Zecca                                               | Apollo          | Minerva        | Didramma       | Altro bronzo         |
| --------------------------------------------------- | --------------- | -------------- | -------------- | -------------------- |
| Aesernia                                            | × (S. 175-182)  |                |                | × (S. 183 / 184-189) |
| Aquinum                                             |                 | × (S. 166-170) |                |                      |
| Caiatia                                             |                 | × (S. 974-976) |                |                      |
| Cales                                               | × (S. 919-967)  | × (S. 916-918) | × (S. 885-915) |                      |
| Compulteria                                         | × (S. 1066-73)  |                |                |                      |
| Suessa                                              | × (S. 877-884)  | × (S. 873)     | × (S. 852-869) | × (S. 870-872)       |
| Teanum Sidicinum                                    | × (S. 989-1002) | × (S. 1004)    | × (S. 977-988) | × (S. 1003)          |
| Telesia                                             |                 | × (S. 174)     |                |                      |
| Tra parentesi la catalogazione secondo Sambon, 1903 |                 |                |                |                      |

Le città hanno in comune, oltre ai tipi, anche le monete e alcuni segni identificativi, come la ricorrente sigla ΙΣ. Anche i simboli usati per distinguere le singole emissioni tendono a sovrapporsi, almeno per le città, con un più cospicuo numero di emissioni. I simboli usati sono sovrapponibili in larga parte anche con quelli delle monete coeve di Neapolis e di Roma.
Queste coincidenze, la contemporanea presenza di monete di queste città, nei tesori che ci sono giunti, accanto a quelle di Neapolis e Roma, le congruità stilistiche ed altro, hanno spinto gli studiosi a ipotizzare una qualche forma di circolazione comune e l'esistenza di un'autorità comune per il controllo della monetazione.

## Monete

### Monetazione fusa
In passato è stata attribuita a Cales una serie di monete fuse, che presentano al rovescio un kantharos. Secondo Barclay Vincent Head, che riprende Ernst Haeberlin, il tipo al rovescio, un kantharos, avrebbe indicato le due principali attività della città: la produzione di vino caleno e la manifattura di ceramiche. Head identifica in questo contesto il kantharos con un calix ("coppa" in latino) e nota la somiglianza tra la parola calix ed il nome della città. Sambon non cita questa serie. Questa ipotesi è ignorata da autori più recenti o specificatamente rifiutata.
Questa serie è catalogata come Thurlow - Vecchi 254-260.

### Argento
La città coniò stateri (o didrammi) di piede campano o foceo. Lo statere campano pesa 7,5 grammi ed è suddiviso in due dracme. Il piede adottato fu in origine usato dalla colonie fondate dai Focesi, come Massalia e Velia. Fu adottato da Neapolis e successivamente dalle altre città dell'area.
Il dritto del didramma di Cales presenta la testa di Atena ingioiellata, con elmo corinzio ornato da piume. Ci possono essere vari simboli: sull'elmo, dietro la testa. A volte ci sono lettere sotto il collo in alfabeto greco. Il tipo con la testa di Atena è ampiamente diffuso nella monetazione del mondo greco, come ad esempio nelle monete di Atene e di Corinto.
Al rovescio è rappresentata la Nike che guida una biga, tenendo con la mano destra la frusta e con la sinistra le redini. In esergo è presente l'etnico CALENO in alfabeto latino.
Sambon cataloga le monete d'argento con i numeri dall'885 a 915. Le varianti principali sono determinate dalla posizione della dea e della biga:
Atena volta a sinistra - biga sinistra (Sambon 885-887; 889-893)
Atena volta a destra - biga destra (Sambon 888)
Atena volta a destra - biga sinistra (Sambon 894-915)
Le altre varianti del rovescio sono la posizione delle mani della Nike, destra in alto e sinistra in basso o viceversa.
Più numerose sono le varianti per quanto riguarda il dritto che possono differenziarsi per il simbolo dietro la testa di Atena (ala, arco, etc.), la decorazione sull'elmo (serpente, cornucopia, pentagramma) e la lettera sotto al collo (Γ, Ω, Θ etc.). In tutto Sambon classifica trentun varianti. Altre ne sono state catalogate in seguito, grazie ai ritrovamenti e a cataloghi pubblicati successivamente ma che non hanno comunque modificato sostanzialmente il quadro generale. Lo stile è quello delle monete coeve di Neapolis.

#### La dracma
Esistono anche delle dracme attribuibili a Cales. Sambon descrive (ma non cataloga), nella parte dedicata alla città di Cales, dopo gli stateri, anche una dracma, presente nella collezione di Vienna: testa maschile (descritta dubitativamente come Apollo) a destra al dritto e gallo al rovescio, dietro stella a otto raggi.
In cataloghi pubblicati in seguito sono illustrate monete simili. Una si trova al Fitzwilliam Museum, fa parte della collezione Mc Clean ed è descritta come pertinente a Cales. Altre tre sono presenti nella collezione di Budapest. Mentre la prima è descritta come pertinente a Cales, le altre due, di peso nettamente inferiore e con caratteristiche stilistiche più povere, sono state giudicate dal curatore come oboli di imitazione celtica.

### Bronzo
A Cales furono coniati due gruppi principali di monete enee: quelle con Minerva/gallo e quello con Apollo/toro androprosopo; le monete dal tipo Apollo presentano diverse varianti principali. Si tratta in entrambi i casi di monete fiduciarie, cioè di monete il cui valore non è determinato dal contenuto di metallo.
Queste monete sono presenti, oltre che in altri, nel tesoro ritrovato a Pietrabbondante (Bovianum Vetus) e descritto da Gabrici. Il ritrovamento è schedato come IGCH (Inventory of Greek Coin Hoards) 1986, Noe 816, e Crawford RRCH 24.
È così grande, a mio avviso, l'importanza di questo ripostiglio, che io stimo necessario fare un'estesa relazione, toccando quei punti della storia monetale e politica della Campania, che da esso ricevono luce.»
(Ettore Gabrici)
Nell'elenco delle monete ci sono i bronzi di alcune delle città già citate:
- Roma 2 litrae (del tipo Apollo/leone ed etnico ROMANO)
- Aesernia 13
- Aquinum 1
- Cales 25
- Neapolis 126
- Nola 3
- Suessa 16
- Teanum Sidicinum 1.

Il ritrovamento è importante per due punti:
1. alcune monete di Neapolis sono battute su monete di Cales (del tipo Apollo/toro) e su monete di Aesernia;
2. le monete del tipo Minerva/gallo risultano più consumate rispetto a quelle Apollo/toro che sono invece più fresche.

(Ettore Gabrici)
Tre delle monete di Cales sono del tipo Minerva/gallo e le altre dei vari tipi Apollo/toro androprosopo.

#### Minerva
| Minerva / gallo      | Minerva / gallo                               |
| -------------------- | --------------------------------------------- |
|                      |                                               |
| Minerva a sinistra   | Gallo a destra, dietro stella, davanti CALENO |
| Æ 5,85 g; Sambon 916 |                                               |

Il gruppo di monete con il tipo di Minerva e il gallo è uno dei due gruppi della monetazione enea di Cales.
A. Sambon individua tre serie caratterizzate dal tipo di "Pallas" (Atena in francese) al dritto e da un gallo al rovescio; le serie sono quelle numerate 916, 917 e 918.
La testa della dea, raffigurata al dritto è volta a sinistra e indossa un elmo corinzio con un lungo pennacchio. Questo lato della moneta è completato da un cerchio di punti. L'elmo è portato sulla nuca lasciando il volto scoperto. Il tipo raffigurato al dritto è simile a quello delle quincunx di Larino e di Luceria e ad altre monete tra cui una litra romana.
Le varianti delle monete calene di questo gruppo, per quanto riguarda il dritto, sono quelle determinate dalla posizione della testa (destra o sinistra) e dalla presenza o meno dell'etnico.
Al rovescio, come visto, è raffigurato un gallo stante, volto verso destra. Davanti al gallo c'è la legenda con l'etnico. Dietro una stella a otto raggi. La variante riguarda un tipo che ha l'etnico al dritto e al rovescio presenta avanti al gallo, in alto, un crescente ed in basso la lettera Α.
Il quadro delle varianti, secondo Sambon, è raffigurato in tabella.
| Sambon | Dritto                             | Rovescio                              |
| ------ | ---------------------------------- | ------------------------------------- |
| 916    | Minerva a sinistra                 | gallo - stella. Davanti CALENO        |
| 917    | Minerva a sinistra. Davanti CALENO | gallo - stella. Davanti crescente e A |
| 918    | Minerva a destra                   | gallo - stella. Davanti CALENO        |

Il tipo con Minerva e il gallo, come già visto, è presente anche in altre città dell'area.

#### Apollo
L'altro gruppo di monete di bronzo presenta al dritto la testa di Apollo, cinta da una corona d'alloro, per lo più volta a sinistra, ed al rovescio un toro androprosopo, cioè un toro con faccia umana. Questa creatura rappresenta il dio Acheloo o più in generale una divinità fluviale. Le monete coeve di Neapolis presentano lo stesso tipo, con Apollo al dritto ed il toro al rovescio. Nelle monete di Neapolis una Nike incorona il toro. Le monete di Cales del tipo Apollo/toro sono evidentemente influenzate da quelle di Neapolis.
In questo gruppo Sambon, in base al rovescio, distingue quattro sottogruppi. Tutti presentano al dritto la testa di Apollo. Le differenze sono date dall'elemento che è raffigurato sopra al toro androprosopo. Quasi tutti i sottogruppi hanno più varianti.
| Sambon  | Dritto | Rovescio                         |
| ------- | ------ | -------------------------------- |
| 919-953 | Apollo | Toro / lira                      |
| 954-967 | Apollo | Toro / astro (a 6, 8 o 16 raggi) |
| 968     | Apollo | Toro                             |
| 969-973 | Apollo | Toro / Nike                      |

Il tipo catalogato Sambon 968 è presente solo nella collezione di Parigi: sopra al toro non è rappresentato alcun simbolo. Il tipo con Apollo/toro, come già visto, è presente anche in altre città dell'area.

##### Toro/lira
Al dritto è raffigurata la testa di Apollo, che è volta a sinistra ad eccezione di due serie (Sambon 919 e 920). Davanti c'è la legenda con l'etnico, CALENO. Dietro la testa in genere è raffigurato un simbolo. Esistono circa venti simboli diversi.
Al rovescio è raffigurato il toro androprosopo e in alto una lira (o cetra). Sotto la linea d'esergo CALENO ad eccezione di alcune serie (Sambon 944-949. I rovesci si differenziano tra loro per le lettere dell'alfabeto greco presenti tra le zampe del toro. In una serie (Sambon 923) al posto della lettera è rappresentata una stella, in altre non ci sono lettere e in sei serie come già visto manca l'etnico sotto la linea di esergo.

##### Toro/astro

Stella a sei punte

Le monete hanno al dritto la testa di Apollo, cinta da una corona di alloro, volta verso sinistra. Davanti l'etnico, CALENO, e dietro un simbolo (clava, gladio, stella o scettro). Alcune serie non hanno né simbolo né lettera. Al rovescio è raffigurato il toro campano. Sopra al toro c'è una stella e sotto un simbolo (stella a otto raggi) o una lettera greca. Alcune serie non hanno né simbolo né lettera. Sotto la linea d'esergo c'è l'etnico, CALENO
Le monete che presentano al rovescio il toro con sopra un astro sono catalogate da Sambon dal 954 al 967. Nelle prime serie (954-965) l'astro ha sedici raggi, nella serie 966 ne ha otto e nella 967 ne ha sei. L'astro con sedici e quello con otto raggi è disegnato tramite dei brevi tratti di bulino, uno per raggio.
Nelle monete con l'astro a sei raggi (Sambon 967) questo è raffigurato da una piramide costruita su un poligono concavo (un dodecagono) con sei punte. Le monete hanno sotto al toro la lettera Γ (gamma); esiste una variante, non rilevata da Sambon, in cui la lettera è preceduta da un punto (.Γ).

##### Toro/Nike
Anche in questo gruppo al dritto è raffigurata la testa di Apollo con la corona di alloro. In alcune serie dietro la testa c'è un simbolo (scudo) o una lettera greca (Ν). La rovescio è raffigurato il toro androprosopo e sopra la Nike in volo che l'incorona. Sotto ci può essere una lettera greca (Α o Π). In esergo è riportato l'etnico, CALENO.
Il tipo di queste monete è identico a quelle coeve coniate a Neapolis. Sambon identifica cinque varianti (969-973), differenziate per simbolo e lettera.

## Ritrovamenti
Thompson e al. (IGHC) riportano 11 ritrovamenti di tesori. Un ulteriore ritrovamento del 1994, contenente 163 monete d'argento, è stato pubblicato successivamente, nel 1999.
| IGCH | Località                | Data ritrovamento | Data sepoltura (a.C.) | Quantità monete calene e metallo | Altre monete                                                                                        |
| ---- | ----------------------- | ----------------- | --------------------- | -------------------------------- | --------------------------------------------------------------------------------------------------- |
| 1986 | Pietrabbondante         | 1899              | 265-60                | 25 Æ                             | 17 aes grave e 162 Æ romano-campane e campane                                                       |
| 1995 | Morino                  | 1830 ca.          | 240-30                | "molte" Æ                        | "molte" Æ romano-campane e campane                                                                  |
| 2005 | Italia                  | 1862              | 230 ca.               | "molte" toro; "alcune" gallo     | Æ "alcune" romano-campane e "molte" campane                                                         |
| 2009 | Sud Italia              | 1969              | 225 ca.               | 1 statere                        | 24 stateri; 1 quadrigato                                                                            |
| 2011 | Sessa Aurunca           | 1930 ca.          | 220 ca.               | Apollo / toro stella 1           | 9 didracme; 5 quadrigati, 5 quadrigati spezzati e 16 mezzi quadrigati; Napoli 1 Æ; 1 semioncia ROMA |
| 2012 | Napoli                  | 1931              | 220                   | 5 stateri                        | 41 stateri; 26 didracme romane, 79 quadrigati                                                       |
| 2031 | Cava de' Tirreni        | 1907              | fine III secolo       | 1 Æ                              | 72 Æ e 50 aes grave e coniati romani.                                                               |
| 2034 | Ascoli                  | 1883              | fine III secolo       | 4 stateri                        | 25 stateri, 10 didracmi romani, 48 quadrigati                                                       |
| 2048 | Tortoreto               | 1896              | 200 ca.               | 2 Æ                              | 47 Æ e 196 bronzi romani                                                                            |
| –    | San Martino in Pensilis | 1994              | –                     | 12 stateri                       | altri 151 AR                                                                                        |
| 2210 | Vulcano                 | 1896 ca.          | 250 ca.               | 1 statere                        | altri 63 AR                                                                                         |
| 2229 | Polizzi Generosa        | 1957              | 250-200               | 4 Æ                              | altri 350 Æ                                                                                         |

Altri quattro ritrovamenti sono citati da Thomsen. Non si tratta di tesori ma di stipi votive, cioè donazioni a divinità e di conseguenza le monete che ne fanno parte sono state depositate in momenti diversi. Su questi ritrovamenti non è possibile fare analisi cronologiche, in quanto sono presenti monete che hanno circolato in periodi distanti tra loro, ma comunque sono rilevanti per identificare l'area di circolazione delle monete. Le stipi in questione sono quelle di Vicarello, Carsoli, Tivoli e Nemi. In base ai ritrovamenti, l'area di diffusione, a parte i due pur rilevanti tesori in Sicilia, è quella dell'Italia centrale.

## Legende ed epigrafia
Le legende sulle monete si riducono all'etnico (CALENO) e alle lettere usate per differenziare le varie emissioni al posto dei simboli.
Per l'etnico l'alfabeto usato è quello latino. Le differenze rispetto alla grafia moderna sono rilevabili nella forma delle lettere "L", "A" e "O".
- La lettera "L" ha una forma arcaica simile alla forma della corrispondente lettera etrusca, con il tratto orizzontale volto in alto ().
- Anche la lettera "A" si presenta in forma arcaica con il tratto orizzontale inclinato in basso ().
- La lettera "O" a volte si presenta aperta in basso.

Come simboli sono usate lettere dell'alfabeto greco. In particolare le differenze riscontrabili rispetto alla grafia moderna sono:
- Θ (theta) è resa con un cerchio con un punto centrale () (Sambon 914, 937, 960).
- Ζ (zeta) è resa con un tratto verticale tra due orizzontali di pari lunghezza, a volte è confusa con la "I" () (Sambon 933, 934, 948)
- Ι (iota) è sempre resa con un unico tratto verticale (Sambon 935, 936, 950-953, queste ultime in ΙΣ - iota sigma)
- Π (pi) presenta il lato verticale destro più corto (Sambon 940, 965)

## Pesi e leghe
Non esistono studi specifici sulla qualità del metallo utilizzato. Di norma comunque nel periodo la lega dell'argento era la migliore ottenibile con le procedure dell'epoca. Il piede utilizzato è lo stesso della monetazione di Neapolis e delle altre monetazioni coeve della zona, il cosiddetto piede campano o foceo, con uno statere dal peso teorico di 7,5 grammi, suddiviso in due dracme.
Si riportano i dati delle SNG più recenti.
| Catalogo                                                        | Esemplari    | Peso minimo | Peso massimo | Peso medio | Note                                          |
| --------------------------------------------------------------- | ------------ | ----------- | ------------ | ---------- | --------------------------------------------- |
| ANS                                                             | 4 (170-174)  | 7,05        | 7,25         | 7,138      | L'esemplare 171 è uno statere suberato        |
| Copenaghen                                                      | 6 (301-306)  | 6,65        | 7,35         | 7,06       |                                               |
| France                                                          | 17 (414-432) | 6,58        | 7,40         | 7,27       | Gli esemplari 423 e 425 sono stateri suberati |
| N.B. nei pesi medi non sono stati calcolate le monete suberate. |              |             |              |            |                                               |

### Collezioni
- (EN) Joan E. Fisher (a cura di), SNG American Numismatic Society Part 1: Etruria-Calabria, New York, American Numismatic Society, 1969.
- (EN) Willy Schwabacher - Niels Breitenstin (a cura di), SNG Copenhagen, Vol. One: Italy, Sicily, Copenhagen, Danish National Museum, 1981.
- (FR) Anna Rita Parente (a cura di), SNG France, Vol. 6, Part 1: Italie (Étrurie-Calabre), Parigi, Bibliotèque Nationale de France / Numismatica Ars Classica, 2003.